# باتريك كولينز (سياسي)
باتريك كولينز هو محامي وسياسي أمريكي، ولد في 12 مارس 1844 في Fermoy ‏ في جمهورية أيرلندا، وتوفي في 13 سبتمبر 1905 في Hot Springs, Virginia ‏ في الولايات المتحدة. نشط حزبياً في الحزب الديمقراطي. وقد انتخب عضو مجلس نواب ماساتشوستس ‏ وانتخب عضو مجلس النواب الأمريكي ‏.